# Fudzsejra
Fudzsejra (arabul: الفجيرة; angolul: Al Fujairah) város az Egyesült Arab Emírségek északkeleti részén, az Ománi-öböl partján. Az azonos nevű emírség fővárosa. Lakossága 93 673 fő.
A város mellett tengeri kikötő és nemzetközi forgalmú repülőtér működik. 
Fő gazdasági ágazatok az élelmiszeripar, kereskedelem, logisztika, szolgáltató ipar. 
Egy virágzó szabadkereskedelmi övezetet is létrehoztak a dubaji Jebel Ali kikötő mintájára. 

## Látnivalók
- A 17. századi erőd, ma múzeum
- A 30 km-re fekvő Al Bidya. Tengerparti üdülőhely, az Arab-félsziget egyik legrégebbi fennmaradt mecsetével (1446-ból)

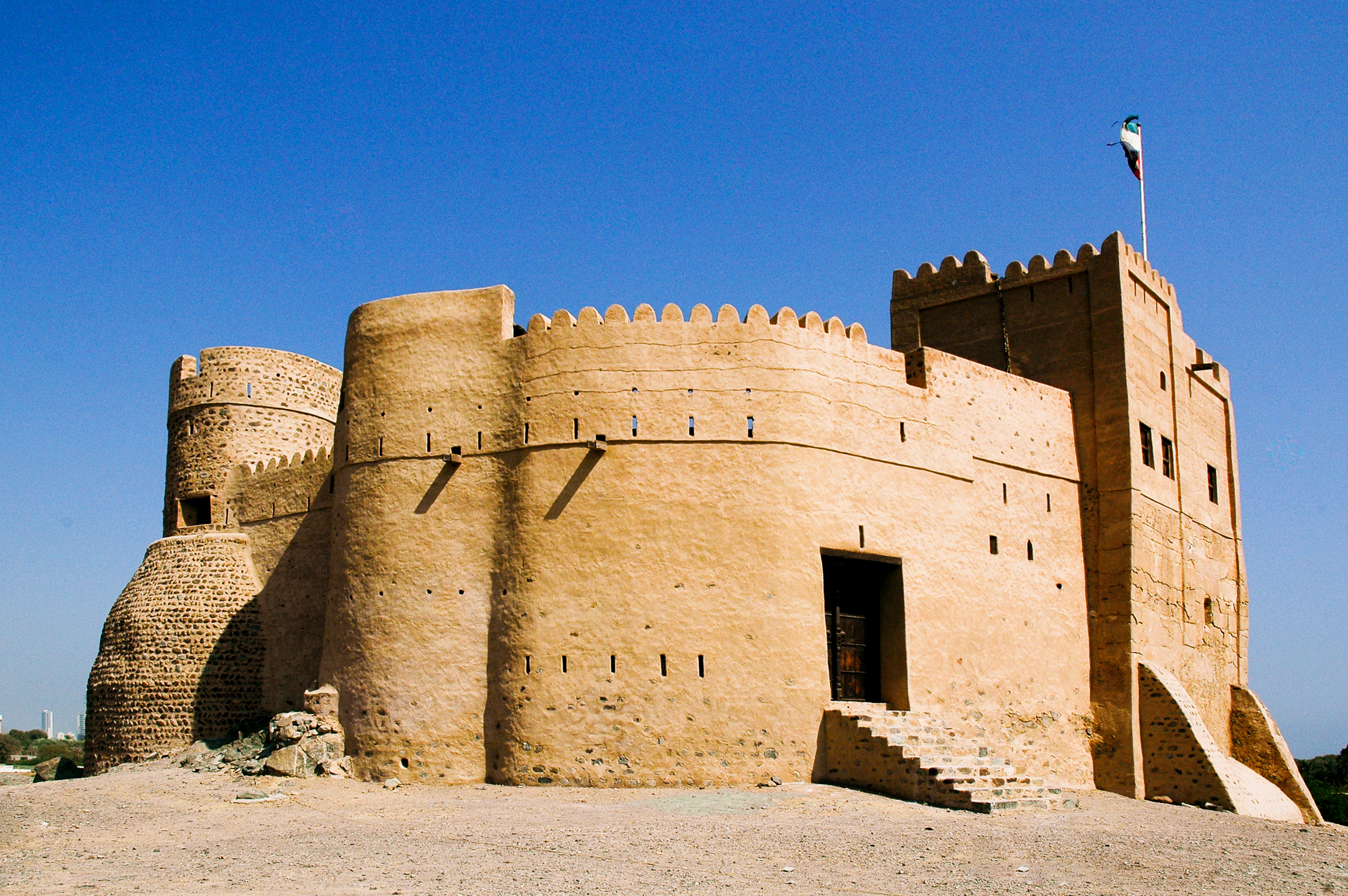
A város erődje

## Éghajlat
| Hónap                         | Jan. | Feb. | Már. | Ápr. | Máj. | Jún. | Júl. | Aug. | Szep. | Okt. | Nov. | Dec. | Év   |
| ----------------------------- | ---- | ---- | ---- | ---- | ---- | ---- | ---- | ---- | ----- | ---- | ---- | ---- | ---- |
| Átlagos max. hőmérséklet (°C) | 23,0 | 25,0 | 28,0 | 33,0 | 37,2 | 38,4 | 38,7 | 37,8 | 36,0  | 34,0 | 30,0 | 26,0 | 32,3 |
| Átlagos min. hőmérséklet (°C) | 12,0 | 13,0 | 16,0 | 19,0 | 23,0 | 26,0 | 28,6 | 28,2 | 25,0  | 21,0 | 16,0 | 14,0 | 20,2 |

## Fordítás
Ez a szócikk részben vagy egészben  a(z)     című francia Wikipédia-szócikk fordításán alapul.  Az eredeti cikk szerkesztőit annak laptörténete sorolja fel. Ez a jelzés csupán a megfogalmazás eredetét és a szerzői jogokat jelzi, nem szolgál a cikkben szereplő információk forrásmegjelöléseként.